# 마츠다 류헤이
마쓰다 류헤이(일본어: 松田龍平, 1983년 5월 9일 ~ )는 일본의 배우이다. 호리코시 고등학교를 중퇴하였다. 재일 한국인 3세 어머니의 아들인 아버지 마쓰다 유사쿠와 일본인 어머니 마쓰다 미유키의 장남으로 태어났다.

## 약력
1983년 5월 9일, 마쓰다 유사쿠와 마쓰다 미유키의 장남으로 태어난다. 부모님은 류헤이가 태어난 후 결혼하여 6살에 아버지 마쓰다 유사쿠를 잃는다.
초등학생부터 축구를 시작한다. 중학생 시절에 요코가와 전기 주니어 유스에 소속. 단기간이지만 이탈리아 세리에A 주니어 팀에 골키퍼로 참가. 마쓰다의 학창 시절은 J리그 전성기이기도 해서, 장래에는 축구 선수를 목표로 하고 있었다.
중학교 3학년 때 영화 「고하토」의 주역을 찾고 있던 오시마 나기사의 눈에 띄어, 출연을 직접 요청받는다. '내가 할 수 있을 리가 없다'는 생각과 고등학교 수험을 이유로 한 번은 거절해도, 수험이 끝난 후라면 할 수 있을까? 라고 물어서 거절할 이유가 없어져 버린다. 최종적으로는 스스로 생각하고 배우의 길로 가게 된다. 데뷔작으로는 아직 중학교 3학년이었지만, 간접적이라고는 하지만 남성끼리 얽히고설킨 장면이 있는 것이었다.
1999년, 동작품으로 데뷔. 동작에 의해 일본 아카데미상, 키네마 준보, 마이니치 영화 콩쿠르, 블루리본상을 시작해, 그 해의 신인상을 모두 휩쓸었다. 당시에는 그 후도 배우를 계속하겠다는 의사는 없었지만, 이 작품으로 일본 영화에 대한 흥미를 가져, 그때까지 외화만 보고 있었기 때문에 무엇을 봐야 할지 몰라, 이 작품에서 만나 존경한 아사노 타다노부의 작품을 보기 시작해, 이전부터 좋아했던 「신세기 에반게리온」의 안노 히데아키 감독 작품, 아사노 출연의 영화 「러브&팝」에 크게 영향을 받는다.
2002년 1월, 마이 프로모션으로부터 어머니가 대표를 맡는 오피스사쿠（オフィス作）으로 이적.
2002년, 「우울한 청춘」(도요다 토시아키 감독)에 주연. 본작은 당시 10대의 살인 사건이 사회 문제가 되고 있던 시기로, 사무소측으로서는 반대하고 있었지만, 각본이 재미있어 절대로 하고 싶다고 생각해 「나는 합니다」라고 계속 말해 본작이 마쓰다 자신이 처음으로 스스로 선택한 일이 되었다. 이 영화에 출연하기로 결정함과 동시에 당시 갈 이유를 잃고 있던 고등학교를 중퇴. 호리코시 고등학교에 통학하고 있었기 때문에, 같은 연예계를 목표로 하는 동급생과 있는 것은 자극적이었다고 말하지만, 그렇다면 학교 밖에서 만나면 좋다고 느꼈다고 말하고 있다. 동급생으로는 마츠모토 준, 나카무라 시치노스케, 미즈카와 아사미 등이 있다. 이 작품에서 만난 토요다 감독과는 그 후도 「나인·소울즈」 「I'M FLASH!」에서 태그를 짜게 된다. 또 아라이 히로후미나 에이타와의 만남도 컸다고 말한다.
2004년, 「야샤가이케（夜叉ヶ池）」(미이케 타카시 첫연출)로 무대 첫출연. 또 영화 「사랑의 문（恋の門）」(어른 계획（大人計画）의 마쓰오 스즈키 영화 첫 감독 작품)에서는 러브 코미디에 첫 도전.
2007년, 드라마 「하게타카」(NHK)로 연속 드라마 첫출연. 당초 출연 예정이었던 나카무라 시도의 하차로 급거 대역으로 출연해 평가를 받는다.
2008년, 드라마 「내일의, 키타요시오~세계에서 제일 불운한 남자의, 기적의 11일간~」으로 민영방송 드라마 첫출연. 지금까지 민영방송의 연속드라마에 출연하지 않았던 경위에 대해서는, 타이밍이라고 말하고 있다.
「천지인」으로 대하드라마 첫 출연을 완수한다. 각본이 되어 있지 않기 때문에 출연은 결단이었다고 한다. 오퍼시에 실제로 촬영도 상상 이상으로 힘들었지만, 좌조와의 관계법이거나, 자신으로서 다른 방법이 더 있었다고 말해, 공부가 되었다고 한다.
2011년, 「고하토」로부터 인연이 있던 프로듀서 손자 이에쿠니에게 말을 걸어, 영화 「마호로 역 다다 심부름집」에 출연. 「 「타다」와 「교텐」 어느 쪽을 하고 싶다?」라고 상담받아 「어느 쪽이라도 좋다」라고 대답해도 「아마 교텐이겠지」라고 생각하고 있었다. 교텐은 하마리 역으로 알려져 그 후에도 연속 드라마, 속편 영화와 시리즈로도 만들어지게 된다. 같은 시기에 이야기가 온 영화 「탐정은 BAR에 있다」 시리즈를 맡을 때는 마호로와 같은 버디물, 심지어 교텐으로도 통하는 다카다라는 자유인을 연기하는 데 있어 고민했지만 촬영하는 동안 전혀 다른 인물이라는 것을 깨달을 수 있었다.
2013년, 영화 「배를 엮다」에서는 「특히 책임을 느끼고 대처하고 싶었다.」라고 해, 같은 연령의 이시이 유야 감독과 처음으로 부딪힌 작품으로서 「혼자서는 싸울 수 없는 것을 통감했다」는 것이나 주위와 이야기하지 않으면 안 되는 기분을 가지고 현장에 향하게 된 것을 말했다. 이 작품은 많은 작품상을 수상했고, 마쓰다 자신도 국내 남우주연상을 휩쓸었다.
드라마 「아마짱」(NHK)으로 연속 TV 소설에 첫출연해, 노넨 레나 연기하는 히로인의 매니저·미즈구치 타쿠마역으로서 인기를 얻었다. 출연에 관해서는 쿠도 칸쿠로의 무대 「메카록 오페라 R2C2」에서의 인연이나, 드라마 「하게타카」의 프로듀서 구루베 케이, 연출의 이노우에 쓰요시가 관련되어 있는 것이 계기라고 한다.

## 가족
2009년 1월 11일 모델 오타 리나와 결혼. 동년 7월 4일에 첫아이가 되는 여아가 탄생. 2017년 12월 28일 이혼을 발표한. 친권은 공표하지 않은.
2021년 10월 20일 모델 모간 마아라와 재혼. 모간이 임신 중으로 다음 봄에 출산 예정임도 함께 밝힌. 2022년 3월 12일, 자신에게 둘째 아이가 될 남아가 탄생한.

### 아버지 마쓰다유사쿠에 대해서
6살에 아버지를 여의고 기억은 희미하지만 아버지가 이야기했던 것은 모두 기억하고 있다고 말하고 있는. 아버지는 엄격한 건 아니고, 자전거째 던져진 적도 있다고 말한다. 유년기부터 「저게(마쓰다 유사쿠의) 아들이야」라고 계속 들은 것은 특별한 환경이었다고 되돌아 보고, 아들인 것을 숨기고 싶은 마음이 있었다고 말하고 있지만, 예능 일가라고 하는 것은 특별히 의식한 적이 없었다고 하는.
배우를 하다가 만남과 인연이 있다고 운명을 느꼈을 때, 나 혼자의 힘이 아니라는 힘을 느낄 때가 있고, 그것은 아버지가 일을 하고 싶었던 사람과 자신을 만나게 해, 자신에게 시키고 있는 기분이 든다며, 「실제로, 전부 아빠가 짜놓은 일인가라고 생각할 정도로, 여러가지가 합치하는 순간이 있다」라고 이야기한다. 도저히 아버지가 될 수 없는 것, 될 수 없는데도 성장하는 괴로움을 느끼고 있던 시기도 있고, 13회기 때 아버지에게 인연이 있던 사람들 앞에서 인사하는 것을 계기로, 그때까지 아버지에 대해 너무 몰라서 괴로웠지만, 재차 아버지를 생각한 것과, 남동생의 마츠다 쇼타도 그것을 느끼고 있던 시기가 있는 것, 「SOUL RED 마쓰다 유사쿠」 때에는 남동생이 감정적이 되어 촬영이 다른 날이 되어 버린 것도 밝히고 있다..
영화 「나인·소울즈」에서 공동 출연한 하라다 요시오는 연예계에 들어가기 전부터 교제가 있었지만 잘 몰랐다고 하며, 촬영해 가는 중에 마쓰다 유사쿠가 존경하고 있던 인물이기도 해, 하라다를 필터로 해 부친의 등을 보고 있었다고 한다. 아버지를 사랑해 준 사람은, 어딘가 특별한 생각으로 봐 주고 있는 곳에 큰 도움을 받고 있어, 자신이 모르는 아버지의 이야기를 애정 있는 눈으로 이야기해 주는 것에 대해서는 「자신에게 있어서 행복할 수 밖에 없다」라고도 말한다.
NTT 도코모 d비디오(2013년 2월)의 CM에서는 로버트 드니로와 공동 출연. 할리우드에서 유사쿠가 사망하기 직전에 공동 출연이 정해져 있었지만 이루어지지 않았고, 그 경위가 있었기 때문에 아들 류헤이와의 공동 출연이 실현되었다.
영화 「배를 엮다」는, 프로듀서가 영화 「가족 게임」의 모리타 요시미츠감독과 부친의 충돌과 같은 것을 요구해 기획된 것으로, 마쓰다는 본작으로 제38회 호치 영화상, 남우 주연상을 수상. 1983년에 이 상을 수상한 아버지와 사상 첫 부자의 수상이 된.

## 인물
- 배우 마쓰다 유사쿠와 마쓰다 미유키 사이에서 장남으로 연예인 일가에서 태어났다. 남동생은 배우 마쓰다 쇼타, 이모도 배우인 구마가이 마미.
- 교제하던 패션 모델 오타 리나의 생일인 2009년 1월 11일에 결혼. 같은 해 7월 4일에 장녀를 출산하였다.
- 취미는 축구와 TV 게임, 모터크로스.

## 약력
- 6살 때 아버지 마츠다 유사쿠를 여읜다.
- 스기나미 구 이구사 중학교 재학 중, 《고하토》의 주연을 찾고있던 오시마 나기사의 눈에 띄어, 직접 출연 요청을 한 것을 계기로 배우의 길에 들어선다.
- 1999년 영화 《고하토》(오시마 나기사 작품)으로 데뷔. 일본 아카데미상, 키네마순보, 마이니치 영화 콩쿨, 블루리본상을 시작으로, 그 해 신인상을 휩쓴다.
- 2002년, 《우울한 청춘》(도요타 토시아키 작품)에 주연, 압도적인 존재감으로 주목을 받게 된다.
- 2004년, 《야차연못》으로 연극 첫 공연. 또 영화 《사랑의 문》을 통해 로맨틱 코미디에 처음으로 도전해 연기의 폭을 넓혔다.
- 2007년, 드라마 《하게타카》(NHK)에서 연속드라마 첫 출연.
- 2008년, 《내일의 키타 요시오~세상에서 제일 불운한 남자의, 기적의 11일간~》(칸사이 TV)으로 민영 방송 연속 드라마에 처음으로 출연하였다.

## 출연작

### 영화
- 1999년
  - 《고하토》 - 가노 역
- 2001년
  - 《죽은 이의 상사병》 - 시바야마 류스케 역
  - 《달려라! 이치로》 - 모치즈키 류스케 역
  - 《우울한 청춘》 - 구조 역
- 2003년
  - 《8월의 카리유시》 - 테루 역
  - 《17세》 - 짝사랑 상대 역
  - 《NINE SOULS》 - 가네코 미치루 역
  - 《쇼와 가요 대전집》 - 이시하라 역
  - 《연애사진》 - 세가와 마코토 역
- 2004년
  - 《큐티 허니》 - NSA 클라이언트 역 (우정 출연)
  - 《IZO》 - 전하 역
  - 《사랑의 문》 - 아오키 몬 역
- 2005년
  - 《NANA》 - 혼조 렌 (렌) 역
  - 《란포지옥 - 우충》 - 히라이 타로 역
- 2006년
  - 《김미헤븐》 - 피카소 / 호무라 카오루 역
  - 《46억년의 사랑》 - 아리요시 아츠시 역
- 2007년
  - 《츄슈 드라이브》 - 야마오 요우조 역
  - 《악몽 탐정》 - 가게누마 교이치 역
  - 《세상은 때때로 아름답다》 - 슈이치 역
  - 《The 야키니꾸 무비 불고기》 - 다쓰지 역
  - 《집오리와 들오리의 코인로커》 - 수수께끼 남자 역
  - 《사랑하는 마도리》 - 다카시 역
  - 《전염가》 - 나가세 리쿠 역
- 2008년
  - 《악몽탐정2》 - 가케누마 교이치 역
- 2009년
  - 《아무도 지켜주지 않아》 - 미시마 쇼고 역
  - 《하게타카》 - 니시노 오사무 역
  - 《츠루기다케 점의 기록》 - 이쿠타 노부 역
  - 《게 어선》 - 신조 역
- 2010년
  - 《Boys on the Run》 - 아오야마 다카히로 역
- 2011년
  - 《마호로 역 다다 심부름집》 - 교텐 하루히코 역
- 《탐정은 BAR에 있다》시리즈 - 타카다 역
  - 《탐정은 BAR에 있다》 (2011년)
  - 《탐정은 BAR에 있다 2》 (2013년)
- 2012년
  - 《I'M FLASH!》 - 보디가드 역
  - 《북쪽의 카나리아들》
- 2013년
  - 《배를 엮다》 - 마지메 미츠야 역
  - 《무키코씨와》
- 2017년
  - 《산책하는 침략자》 - 신지 역
  - 《양의 나무》 - 미야코시 이치로 역
  - 《도쿄의 밤하늘은 항상 가장 짙은 블루》 - 토모유키 역
  - 《탐정은 바에 있다 3》 - 타카다 역
- 2018년
  - 《더 레이드 3》
  - 《울보 숏탄의 기적》

### 드라마
- 2000년
  - 《3억엔 사건》 - 사토 로쿠로 (로쿠) 역
- 2007년
  - 《하게타카》 - 니시노 오사무 역
- 2008년
  - 《내일의 키타 요시오~세상에서 제일 불운한 남자의, 기적의 11일간~》 - 야시로 헤이타 역
- 2009년
  - 《아무도 지킬 수 없다》 - 미시마 쇼고 역
  - 《천지인》 제28화 - 최종화 (7월 12일 - 11월 22일, NHK) - 다테 마사무네 역
- 2011년
  - 《동기》 - 우다가와 료타 역
- 2013년
  - 《마호로 역 다다 심부름집》 - 교텐 하루히코 역
  - 《아마짱》 - 미즈구치 타쿠마 역
- 2017년
  - 《콰르텟》

### 연극
- 2004년
  - 《야차연못》
- 2007년
  - 《메칼록 오페라 R2C2》

### 라디오 드라마
- 2004년
  - 《세상의 중심에서 사랑을 외치다》 - 마츠모토 사쿠타로 역